# Wiltshire (unitary authority)
Wiltshire is een unitary authority en een district in de Engelse regio South West England. Het is op 1 april 2009 opgericht door samenvoeging van het graafschap Wiltshire en de districten Kennet, North Wiltshire, Salisbury en West Wiltshire.

## Civil parishesin district Wiltshire
Aldbourne, Alderbury, All Cannings, Allington, Alton, Alvediston, Amesbury, Ansty, Ashton Keynes, Atworth, Avebury, Barford St. Martin, Baydon, Beechingstoke, Berwick Bassett, Berwick St. James, Berwick St. John, Berwick St. Leonard, Biddestone, Bishops Cannings, Bishopstone, Bishopstrow, Bowerchalke, Box, Boyton, Bradford-on-Avon, Bratton, Braydon, Bremhill, Brinkworth, Britford, Brixton Deverill, Broad Chalke, Broad Hinton, Broad Town, Brokenborough, Bromham, Broughton Gifford, Bulford, Bulkington, Burbage, Burcombe Without, Buttermere, Calne, Calne Without, Castle Combe, Chapmanslade, Charlton (Brinkworth Ward), Charlton (Upavon Ward), Cherhill, Cheverell Magna, Cheverell Parva, Chicklade, Chilmark, Chilton Foliat, Chippenham, Chippenham Without, Chirton, Chitterne, Cholderton, Christian Malford, Chute, Chute Forest, Clarendon Park, Clyffe Pypard, Codford, Colerne, Collingbourne Ducis, Collingbourne Kingston, Compton Bassett, Compton Chamberlayne, Coombe Bissett, Corsham, Corsley, Coulston, Cricklade, Crudwell, Dauntsey, Devizes, Dilton Marsh, Dinton, Donhead St. Andrew, Donhead St. Mary, Downton, Durnford, Durrington, East Kennett, East Knoyle, Easterton, Easton, Easton Grey, Ebbesborne Wake, Edington, Enford, Erlestoke, Etchilhampton, Everleigh, Figheldean, Firsdown, Fittleton, Fonthill Bishop, Fonthill Gifford, Fovant, Froxfield, Fyfield, Grafton, Great Bedwyn, Great Hinton, Great Somerford, Great Wishford, Grimstead, Grittleton, Ham, Hankerton, Heddington, Heytesbury, Heywood, Hilmarton, Hilperton, Hindon, Holt, Horningsham, Huish, Hullavington, Idmiston, Keevil, Kilmington, Kingston Deverill, Kington Langley, Kington St. Michael, Knook, Lacock, Landford, Lands common to the parishes of Broughton Gifford and Melksham Without, Langley Burrell Without, Latton, Laverstock, Lea and Cleverton, Leigh, Limpley Stoke, Little Bedwyn, Little Somerford, Longbridge Deverill, Luckington, Ludgershall, Lydiard Millicent, Lydiard Tregoze, Lyneham and Bradenstoke, Maiden Bradley with Yarnfield, Malmesbury, Manningford, Marden, Market Lavington, Marlborough, Marston, Marston Maisey, Melksham, Melksham Without, Mere, Mildenhall, Milston, Milton Lilbourne, Minety, Monkton Farleigh, Netheravon, Netherhampton, Nettleton, Newton Tony, North Bradley, North Newnton, North Wraxall, Norton, Norton Bavant, Oaksey, Odstock, Ogbourne St. Andrew, Ogbourne St. George, Orcheston, Patney, Pewsey, Pitton and Farley, Potterne, Poulshot, Preshute, Purton, Quidhampton, Ramsbury, Redlynch, Roundway, Rowde, Royal Wootton Bassett, Rushall, Salisbury, Savernake, Seagry, Sedgehill and Semley, Seend, Semington, Shalbourne, Sherrington, Sherston, Shrewton, Sopworth, South Newton, South Wraxall, Southwick, St. Paul Malmesbury Without, Stanton St. Bernard, Stanton St. Quintin, Stapleford, Staverton, Steeple Ashton, Steeple Langford, Stert, Stockton, Stourton with Gasper, Stratford Toney, Sutton Benger, Sutton Mandeville, Sutton Veny, Swallowcliffe, Teffont, Tidcombe and Fosbury, Tidworth, Tilshead, Tisbury, Tockenham, Tollard Royal, Trowbridge, Upavon, Upton Lovell, Upton Scudamore, Urchfont, Warminster, West Ashton, West Dean, West Knoyle, West Lavington, West Overton, West Tisbury, Westbury, Westwood, Whiteparish, Wilcot, Wilsford, Wilsford cum Lake, Wilton, Wingfield, Winsley, Winterbourne, Winterbourne Bassett, Winterbourne Monkton, Winterbourne Stoke, Winterslow, Woodborough, Woodford, Wootton Rivers, Worton, Wylye, Yatton Keynell, Zeals.

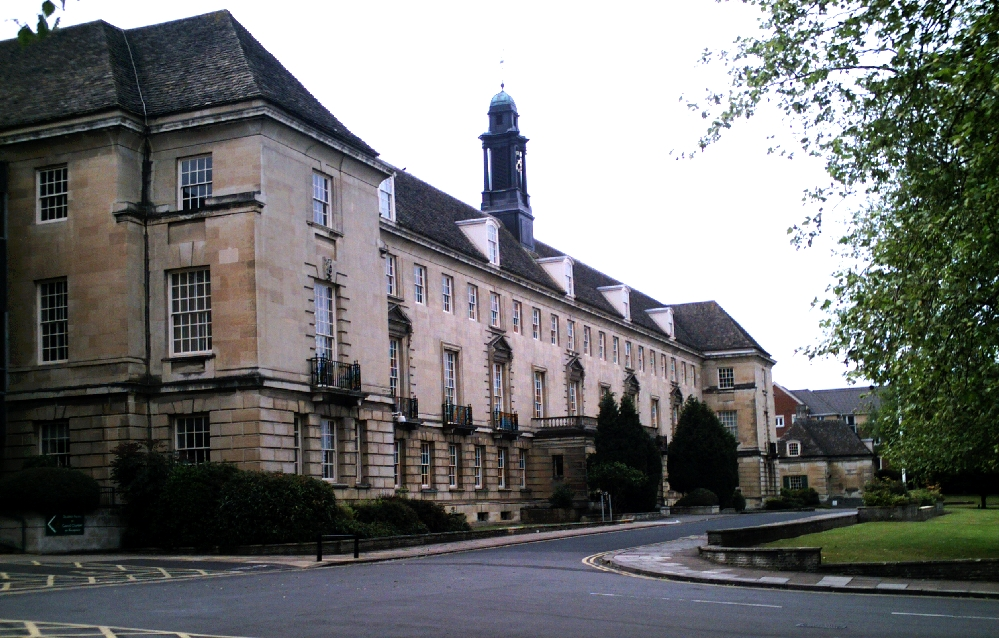
County Hall, Trowbridge

## Geboren
- Desmond Morris (Purton, 1928), zoöloog, publicist, kunstschilder, tv-presentator en tv-programmamaker

Bath and North East Somerset* · Bedfordshire · Berkshire · Blackburn & Darwen* · Blackpool* · Bournemouth* · Brighton & Hove* · Bristol* · Buckinghamshire · Cambridgeshire · Cheshire · Cornwall · Cumbria · Darlington* · Derby* · Derbyshire · Devon · Dorset · Durham · East Riding of Yorkshire* · East Sussex · Essex · Gloucestershire · Greater London · Greater Manchester · Halton* · Hampshire · Hartlepool* · Herefordshire* · Hertfordshire · Hull* · Isle of Wight* · Kent · Lancashire · Leicester* · Leicestershire · Lincolnshire · Luton* · Medway* · Merseyside · Middlesbrough* · Milton Keynes* · Norfolk · Northamptonshire · Northumberland · North East Lincolnshire* · North Lincolnshire * · North Somerset* · North Yorkshire · Nottingham* · Nottinghamshire · Oxfordshire · Peterborough* · Plymouth* · Poole* · Portsmouth* · Redcar & Cleveland* · Rutland* · Shropshire · Somerset · Southend-on-Sea* · Southampton* · South Gloucestershire* · South Yorkshire · Staffordshire · Stockton-on-Tees* · Stoke-on-Trent* · Suffolk · Surrey · Swindon* · Telford & Wrekin* · Thurrock* · Torbay* · Tyne & Wear · Warrington* · Warwickshire · West Midlands · West Sussex · West Yorkshire · Wiltshire · Worcestershire · York* 
Overig: Ceremoniële graafschappen · Traditionele graafschappen